# اتحاد الأمريكتين لكرة السلة

الاتحادات الأعضاء.

اتحاد الأمريكتين لكرة السلة أو فيبا أمريكا (بالإنكليزية: FIBA Americas) هو اتحاد كرة سلة في الأمريكتين تحت مظلة الاتحاد الدولي لكرة السلة تأسس في 11 أكتوبر 1975 ويضم 42 اتحاد وطني.

## وصلات خارجية
- الموقع الرسمي